# 이케 우그보
이케 도미니크 우그보(영어: Iké Dominique Ugbo, 1998년 9월 21일 ~ )는 잉글랜드에서 태어난 캐나다의 축구 선수로 현재 잉글랜드 EFL 챔피언십의 셰필드 웬즈데이에서 공격수로 활동하고 있다.